# Computrabajo
CompuTrabajo és una plataforma interactiva digital centrada en la recerca de llocs de treball que, des de l'any 1999, opera en territori mexicà i llatinoamericà. El 2014, el hòlding empresarial Redarbor, amb la seva seu central a Sant Cugat del Vallès, va comprar el portal. Des d'aleshores el producte es desenvolupa a Catalunya i la tasca comercial i d'atenció a candidats i empreses es fa a l'àmbit local. El 2021, al portal hi havia registrades gairebé 20.000 empreses que publicaven més de 80.000 llocs de treball.
El 2018, Computrabajo va celebrar a Mèxic la primera edició dels premis Best Workplaces, atorgats a les empreses mexicanes millor valorades per les mateixes persones que hi treballaven o havien treballat alguna vegada. Des d'aleshores, els premis Best Workplaces es van lliurar anualment ampliant el seu àmbit a 19 països en el 2020.